# Улановский сельский совет (Глуховский район)
Улановский сельский совет (укр. Уланівська сільська рада) — входит в состав
Глуховского района
Сумской области
Украины.
Административный центр сельского совета находится в 
с. Уланово
.

## Населённые пункты совета
- с. Уланово
- с. Белая Береза
- с. Бобылевка
- с. Комаровка
- с. Сидоровка
- с. Червоная Заря

## Ликвидированные населённые пункты совета
- с. Подлань